# Revling (slægt)
Revling (Empetrum) er en planteslægt, der er udbredt i Sydamerika, Nordamerika og Europa. Det er en lille slægt med få, stedsegrønne eller vintergrønne arter af dværgbuske. Bladene er nåleagtige, og blomsterne er meget små. Vokser på mager bund, f.eks. moser, heder, vindbrud og åbne skove. 
Her omtales kun den ene art, som vokser i Danmark. Underarten hermaphroditum er fundet én gang her i landet, men er i øvrigt meget almindelig i Nord-Skandinavien og Grønland.
| Arter |

- Revling (Empetrum nigrum ssp. nigrum)
  - Fjeldrevling (Empetrum nigrum ssp. hermaphroditum)
- Rødfrugtet revling (Empetrum rubrum)

Note
1. ↑  Grin Arkiveret 13. oktober 2008 hos  Wayback Machine har dog kun én art
2. ↑  Mossberg, B. & Stenberg, L. 2007: Den Nye Nordiske Flora. 2. ed. Gyldendal